# سرية أبي قتادة إلى خضرة
سرية أبي قتادة إلى خضرة
كانت هذه السرية في شعبان سنة 8 هـ ، وذلك لأن بني غطفان كانوا يتحشدون في خضِرَة ـ وهي أرض مُحَارِب بنَجْد ـ فبعث إليهم رسول الله محمد (صلى الله عليه وسلم) أبا قتادة في خمسة عشر رجلاً ، فقتل منهم ، وسَبَي وغنم ، وكانت غيبته خمس عشرة ليلة.